# Heidi Emmert
Heidi Emmert (* 1966 in Würzburg) ist eine deutsche Organistin und Musikpädagogin.

## Leben und berufliche Tätigkeit
Heidi Emmert war noch während ihrer Schulzeit Jungstudentin an der Hochschule für Musik in Würzburg bei Günther Kaunzinger. Anschließend
studierte sie Kirchenmusik und Orgel an der Hochschule für Musik in Detmold sowie in Paris und Rochester bei Gerhard Weinberger, Marie-Claire Alain und Russell Saunders. 1990 legte sie die A-Examen in Detmold ab. Sie beendete ihr Studium in Paris und Rueil-Malmaison mit dem Prädikaten „Prix d’excellence“ bzw. „Prix de virtuosité à l’unanimité avec félicitations“.
Anschließend war sie Preisträgerin zahlreicher Orgelwettbewerbe wie des ARD-Wettbewerbs, der Internationalen Orgelwoche in Nürnberg und des Mendelssohn-Wettbewerbs in Berlin. 1991 wurde sie mit dem Bayerischen Staatsförderpreis für junge Künstler ausgezeichnet.
Von 1993 bis 1995 war sie als Lehrbeauftragte für Orgel an der Musikhochschule Detmold tätig. Ab 1994 war sie Dozentin für Orgelliteraturspiel und Liturgisches Orgelspiel an der Hochschule für Katholische Kirchenmusik und Musikpädagogik in Regensburg. 2003 wurde sie als Honorarprofessorin dorthin berufen.
Im Rahmen ihrer Konzerttätigkeit bereiste sie neben dem europäischen Ausland die USA, Kanada und Japan. Sie spielte Uraufführungen zeitgenössischer Werke und ist in Rundfunk- und CD-Aufnahmen zu hören.
Sie ist wohnhaft in Regensburg.